# Louis Delcon
Louis Delcon var en belgisk bågskytt. 
Delcon deltog vid olympiska sommarspelen 1920, där han tog två guld och ett silver.